# Saint-Étienne-l'Allier
Pour les articles homonymes, voir Saint-Étienne (homonymie).
Saint-Étienne-l'Allier est une commune française située dans le département de l'Eure, en région Normandie.

## Géographie

### Localisation
Saint-Étienne-l'Allier est une commune du Nord-Ouest du département de l'Eure appartenant à la région naturelle du Lieuvin. Elle se situe à 3 km de Saint-Georges-du-Vièvre, à 25 km au nord-ouest de Bernay et à 65 km au nord-ouest d'Évreux.
| Saint-Siméon                       | Saint-Martin-Saint-Firmin, Saint-Siméon | Saint-Christophe-sur-Condé |
| La Noë-Poulain, La Poterie-Mathieu | Saint-Étienne-l'Allier                  | Saint-Pierre-des-Ifs       |
| La Poterie-Mathieu                 | Saint-Georges-du-Vièvre                 | Saint-Georges-du-Vièvre    |

### Géologie et relief
Le point le plus haut est le Bosc Carme qui culmine à 164 m.
Le point le plus bas est la Creuse 99 m.

### Hydrographie
La commune est située dans le bassin Seine-Normandie. Elle est drainée par la Véronne, le fossé 02 de la commune de Saint-Etienne-l'Allier, le fossé 01 de la commune de Saint-Etienne-l'Allier, le fossé 03 de la commune de Saint-Etienne-l'Allier, le fossé 03 de la commune de Saint-Simeon et le fossé 04 de la commune de Saint-Etienne-l'Allier,,.
La Véronne, d'une longueur de 14 km, prend sa source dans la commune de La Poterie-Mathieu et se jette  dans la Risle à Pont-Audemer, après avoir traversé six communes.

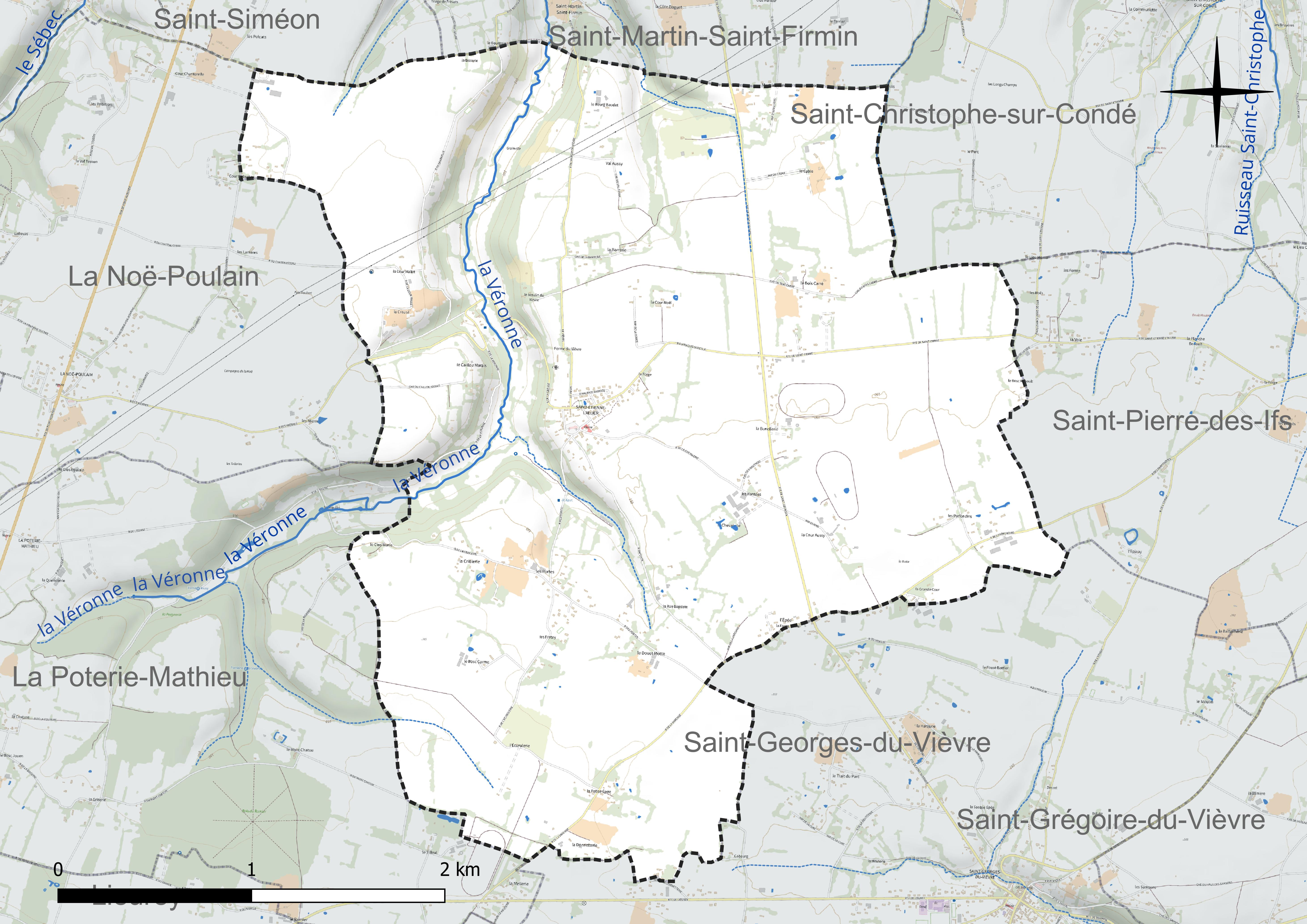
Réseau hydrographique de Saint-Étienne-l'Allier.

### Climat
Pour des articles plus généraux, voir Climat de la Normandie et Climat de l'Eure.
En 2010, le climat de la commune est de type climat océanique altéré, selon une étude du CNRS s'appuyant sur une série de données couvrant la période 1971-2000. En 2020, Météo-France publie une typologie des climats de la France métropolitaine dans laquelle la commune est exposée à un climat océanique et est dans la région climatique  Côtes de la Manche orientale, caractérisée par un faible ensoleillement (1 550 h/an) ; forte humidité de l’air (plus de 20 h/jour avec humidité relative > 80 % en hiver), vents forts fréquents. Parallèlement le GIEC normand, un groupe régional d’experts sur le climat, différencie quant à lui, dans une étude de 2020, trois grands types de climats pour la région Normandie, nuancés à une échelle plus fine par les facteurs géographiques locaux. La commune est, selon ce zonage, exposée à un « climat contrasté des collines », correspondant au Pays d’Auge, Lieuvin et Roumois, moins directement soumis aux flux océaniques et connaissant toutefois des précipitations assez marquées en raison des reliefs collinaires qui favorisent leur formation.
Pour la période 1971-2000, la température annuelle moyenne est de 10,2 °C, avec  une amplitude thermique annuelle de 13,5 °C. Le cumul annuel moyen de précipitations est de 857 mm, avec 12,7 jours de précipitations en janvier et 8,5 jours en juillet. Pour la période 1991-2020, la température moyenne annuelle observée sur la station météorologique la plus proche, située sur la commune de Lieurey à 5 km à vol d'oiseau, est de 11,3 °C et le cumul annuel moyen de précipitations est de 893,1 mm,. Pour l'avenir, les paramètres climatiques de la commune estimés pour 2050 selon différents scénarios d’émission de gaz à effet de serre sont consultables sur un site dédié publié par Météo-France en novembre 2022.

## Urbanisme

### Typologie
Au 1er janvier 2024, Saint-Étienne-l'Allier est catégorisée commune rurale à habitat dispersé, selon la nouvelle grille communale de densité à 7 niveaux définie par l'Insee en 2022.
Elle est située hors unité urbaine. Par ailleurs la commune fait partie de l'aire d'attraction de Pont-Audemer, dont elle est une commune de la couronne,. Cette aire, qui regroupe 34 communes, est catégorisée dans les aires de moins de 50 000 habitants,.

### Occupation des sols
L'occupation des sols de la commune, telle qu'elle ressort de la base de données européenne d’occupation biophysique des sols Corine Land Cover (CLC), est marquée par l'importance des territoires agricoles (100 % en 2018), une proportion identique à celle de 1990 (100 %). La répartition détaillée en 2018 est la suivante : 
prairies (45,7 %), terres arables (43,1 %), zones agricoles hétérogènes (11,2 %). L'évolution de l’occupation des sols de la commune et de ses infrastructures peut être observée sur les différentes représentations cartographiques du territoire : la carte de Cassini (XVIIIe siècle), la carte d'état-major (1820-1866) et les cartes ou photos aériennes de l'IGN pour la période actuelle (1950 à aujourd'hui).

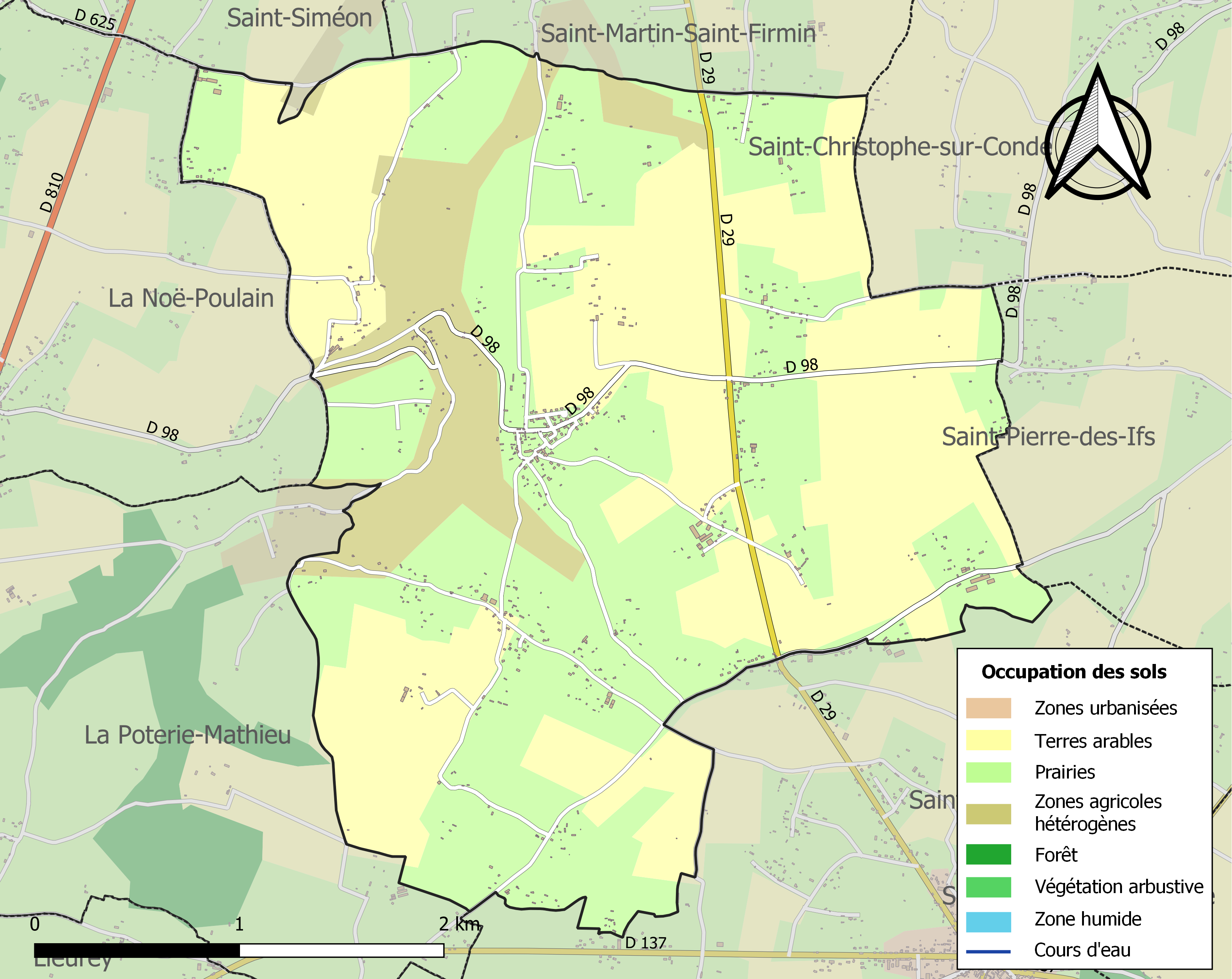
Carte des infrastructures et de l'occupation des sols de la commune en 2018 (CLC).

## Toponymie
Le nom de la localité est attesté sous la forme Sanctus Stephanus de Alier en 1147 (charte de Arnoul, évêque de Lisieux), Sanctus Stephanus de Lalier en 1256 (cartulaire du Bec), Saint Etienne Lallier en 1793, Saint-Étienne-l'Allier en 1801.
Son nom primitif est un hagiotoponyme, son église paroissiale du XIIe et XIIIe est dédiée à Étienne (martyr).
Le terme « l'Alier » est sans doute un nom d'homme. D'après une charte du XIIe siècle de l'abbaye de Préaux, le Prévost fait mention d'un certain Gueroldus Lalier qui est perpétué de nos jours par le nom de famille « Lallier ».

## Histoire
L'histoire de Saint-Étienne-l'Allier est liée à la culture du lin. Depuis le XVIIe siècle, on cultivait le lin comme dans une grande partie de la Normandie. En particulier, étaient fabriquées des toiles du nom de « Blancard » et « Fleuret-Bancard » qui furent vendues en France et même jusqu'en Amérique du Sud. Mais au XIXe siècle, la mécanisation a tué cet artisanat et provoqué un exode des habitants : seulement 507 habitants en 1907 contre 1 200 habitants au XIXe siècle.

## Politique et administration

### Liste des maires
| Période | Période  | Identité             | Étiquette | Qualité                                |
| ------- | -------- | -------------------- | --------- | -------------------------------------- |
| 1790    | 1796     | Nicolas Aussy        |           |                                        |
| 1796    | 1799     | Jean Aussy (père)    |           |                                        |
| 1799    | 1808     | Jean Aussy (fils)    |           |                                        |
| 1812    | 1816     | Nicolas Aussy        |           |                                        |
| 1812    | 1816     | Pierre Aussy         |           |                                        |
| 1816    | 1829     | Joseph Aussy         |           |                                        |
| 1829    | 1848     | Jacques Parfondin    |           |                                        |
| 1848    | 1852     | Joseph Aussy         |           |                                        |
| 1852    | 1857     | Jacques Parfondin    |           |                                        |
| 1857    | 1892     | Marcel Callais       |           |                                        |
| 1892    | 1896     | Eugène Croiset       |           |                                        |
| 1896    | 1896     | Alfred Harou         |           |                                        |
| 1896    | 1898     | Eugène Croiset       |           |                                        |
| 1898    | 1904     | Henry Harou          |           |                                        |
| 1904    | 1912     | Prudent Varin        |           |                                        |
| 1912    | 1919     | Ernest Harou         |           |                                        |
| 1919    | 1943     | Maurice Rabasse      |           | Nommé conseiller départemental en 1943 |
| 1944    | 1945     | Aimé Homo            |           |                                        |
| 1945    | 1947     | Eugène Biot          |           |                                        |
| 1947    | 1977     | Maurice Harou        |           |                                        |
| 1977    | 2001     | Jean Desperrois      |           |                                        |
| 2001    | 2014     | Robert Marie         |           |                                        |
| 2014    | En cours | Jean-Charles Beauche | SE        | Fonctionnaire                          |

### Jumelage
Les quatorze communes de l’ancien canton de Saint-Georges-du-Vièvre sont jumelées avec :
- Slimbridge (Royaume-Uni)

## Démographie
L'évolution du nombre d'habitants est connue à travers les recensements de la population effectués dans la commune depuis 1793. Pour les communes de moins de 10 000 habitants, une enquête de recensement portant sur toute la population est réalisée tous les cinq ans, les populations de référence des années intermédiaires étant quant à elles estimées par interpolation ou extrapolation. Pour la commune, le premier recensement exhaustif entrant dans le cadre du nouveau dispositif a été réalisé en 2007.

En 2022, la commune comptait 524 habitants, en évolution de −5,59 % par rapport à 2016 (Eure : −0,25 %, France hors Mayotte : +2,11 %).
| 1793  | 1800  | 1806  | 1821  | 1831  | 1836  | 1841  | 1846  | 1851  |
| ----- | ----- | ----- | ----- | ----- | ----- | ----- | ----- | ----- |
| 1 173 | 1 173 | 1 139 | 1 135 | 1 168 | 1 227 | 1 247 | 1 202 | 1 155 |

| 1856  | 1861  | 1866 | 1872 | 1876 | 1881 | 1886 | 1891 | 1896 |
| ----- | ----- | ---- | ---- | ---- | ---- | ---- | ---- | ---- |
| 1 167 | 1 110 | 974  | 902  | 794  | 730  | 669  | 584  | 583  |

| 1901 | 1906 | 1911 | 1921 | 1926 | 1931 | 1936 | 1946 | 1954 |
| ---- | ---- | ---- | ---- | ---- | ---- | ---- | ---- | ---- |
| 517  | 515  | 464  | 375  | 422  | 398  | 380  | 432  | 372  |

| 1962 | 1968 | 1975 | 1982 | 1990 | 1999 | 2006 | 2007 | 2012 |
| ---- | ---- | ---- | ---- | ---- | ---- | ---- | ---- | ---- |
| 358  | 351  | 354  | 378  | 436  | 385  | 445  | 453  | 550  |

| 2017 | 2022 | - | - | - | - | - | - | - |
| ---- | ---- | - | - | - | - | - | - | - |
| 547  | 524  | - | - | - | - | - | - | - |

## Culture locale et patrimoine

### Lieux et monuments
Saint-Étienne-l'Allier compte deux édifices inscrits au titre des monuments historiques :
- L'église paroissiale Saint-Étienne (XIIe et XIIIe),  Inscrit MH (1996)[31]. Cette église, qui relevait de l'abbé du Bec, possède une nef rectangulaire qui a été reconstruite aux XVIe et XVIIe siècles. La nef est prolongée par un chœur en décrochement qui présente un rare exemple conservé de clôture, magnifiquement sculptée au XVIIe siècle. Exceptionnel retable de la même époque. Le clocher, qui date du XIIIe siècle, est en pierre de taille. Un porche avec chambre de charité se trouve du côté ouest. Enfin, à l'intérieur, il est possible d'admirer un gisant d'ecclésiastique du XIVe siècle.

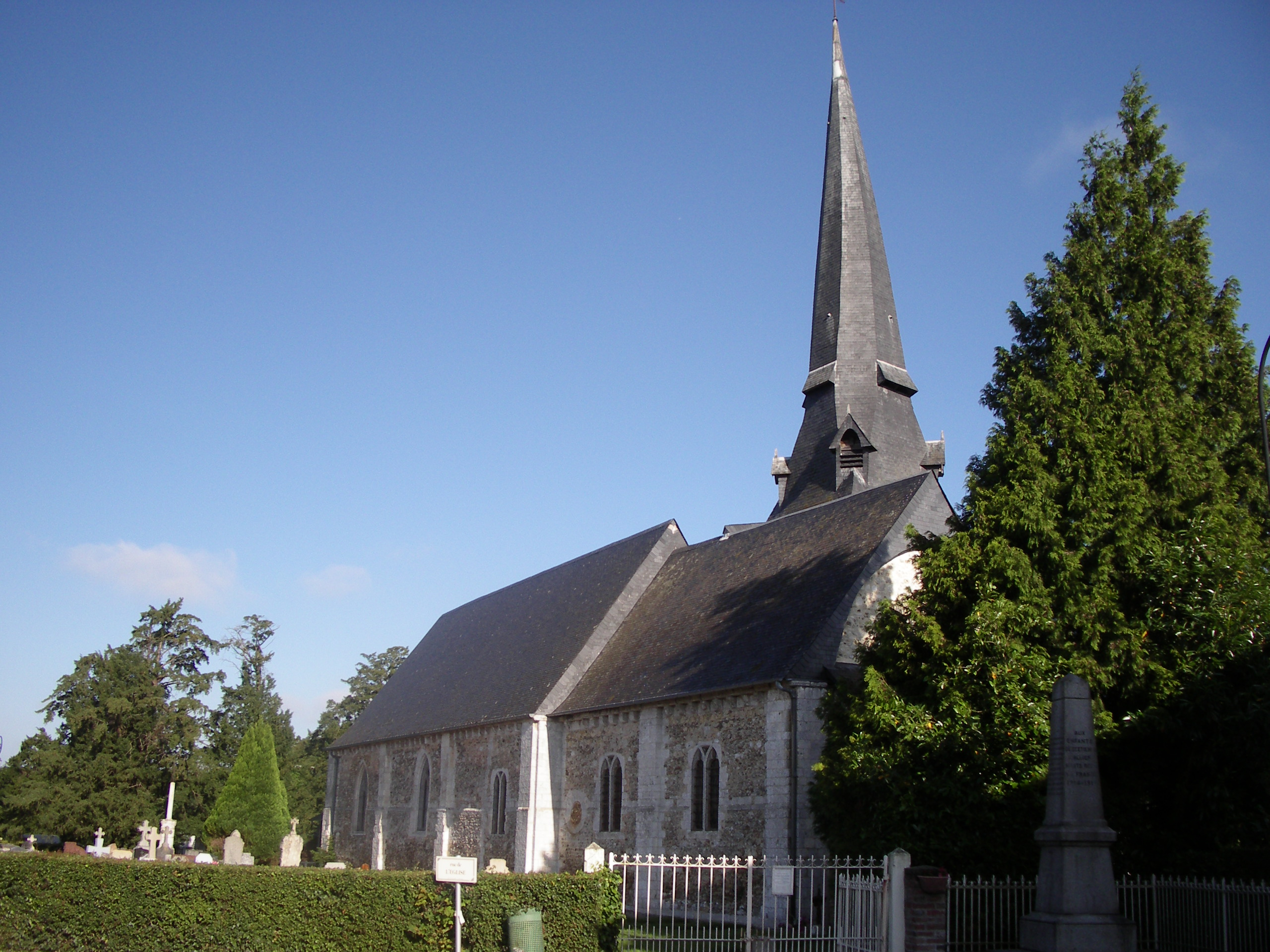
L'église vue de la rue.
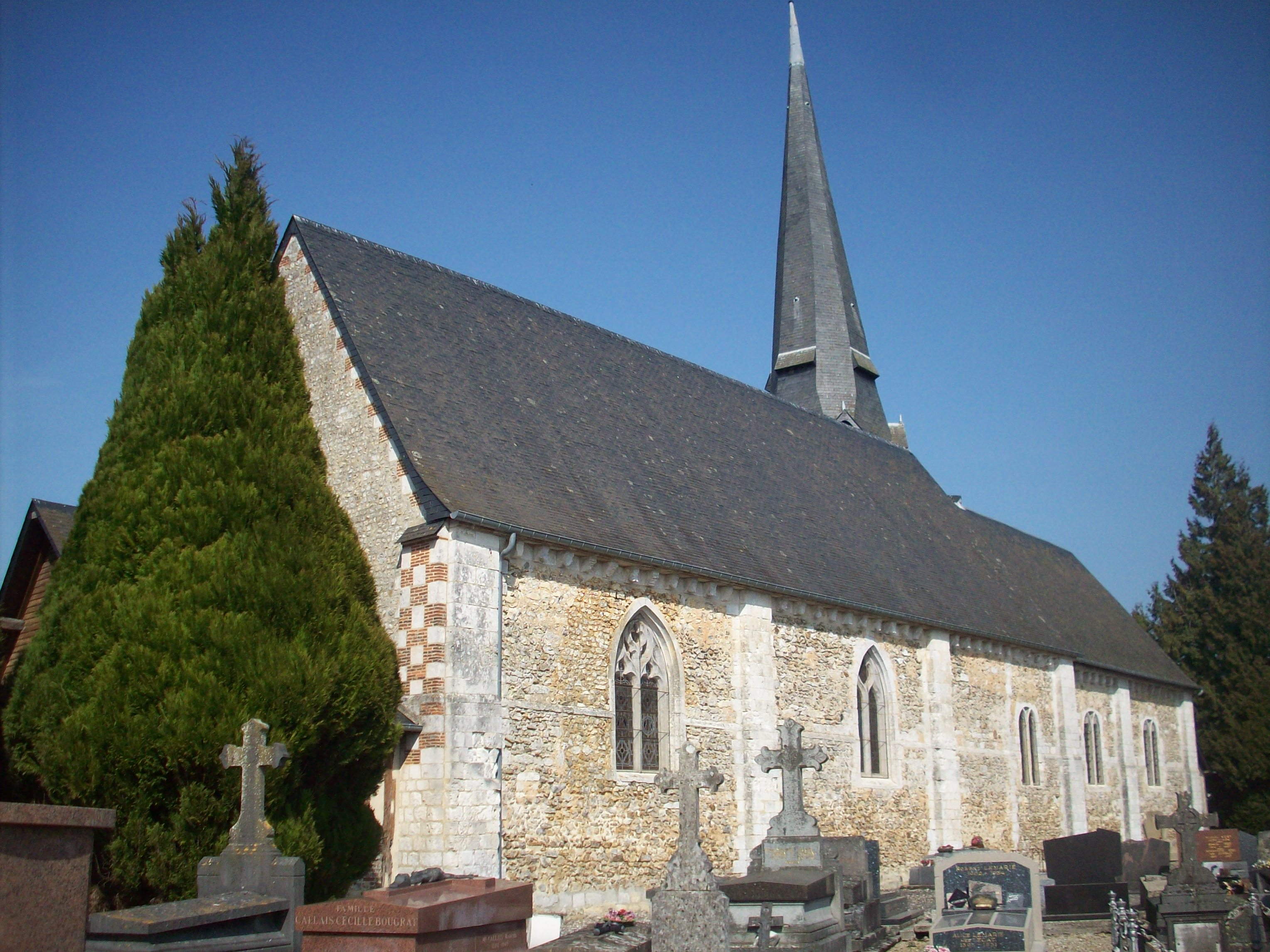
L'église vue du cimetière.
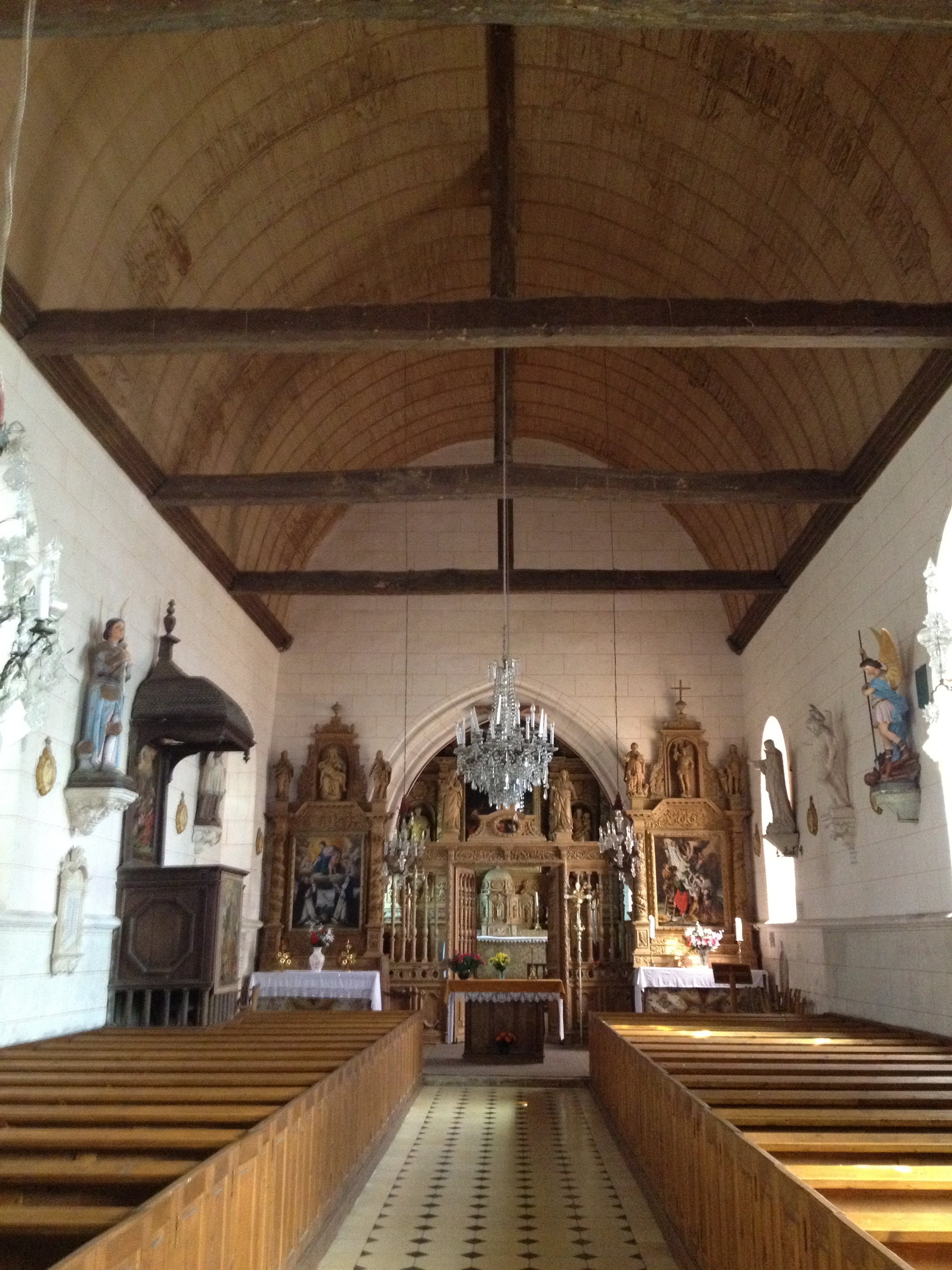
Nef de l'église.
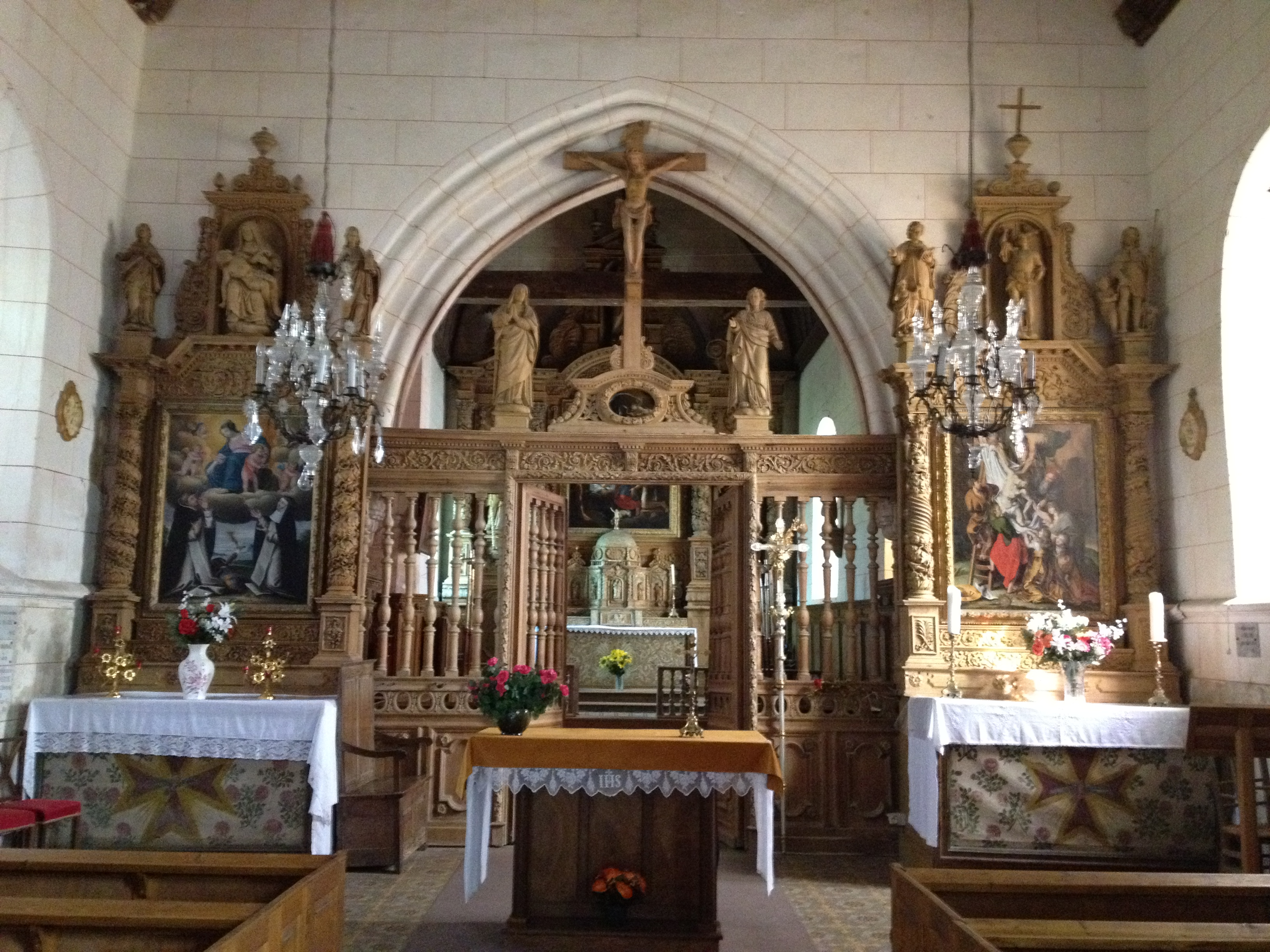
Jubé de l'église.
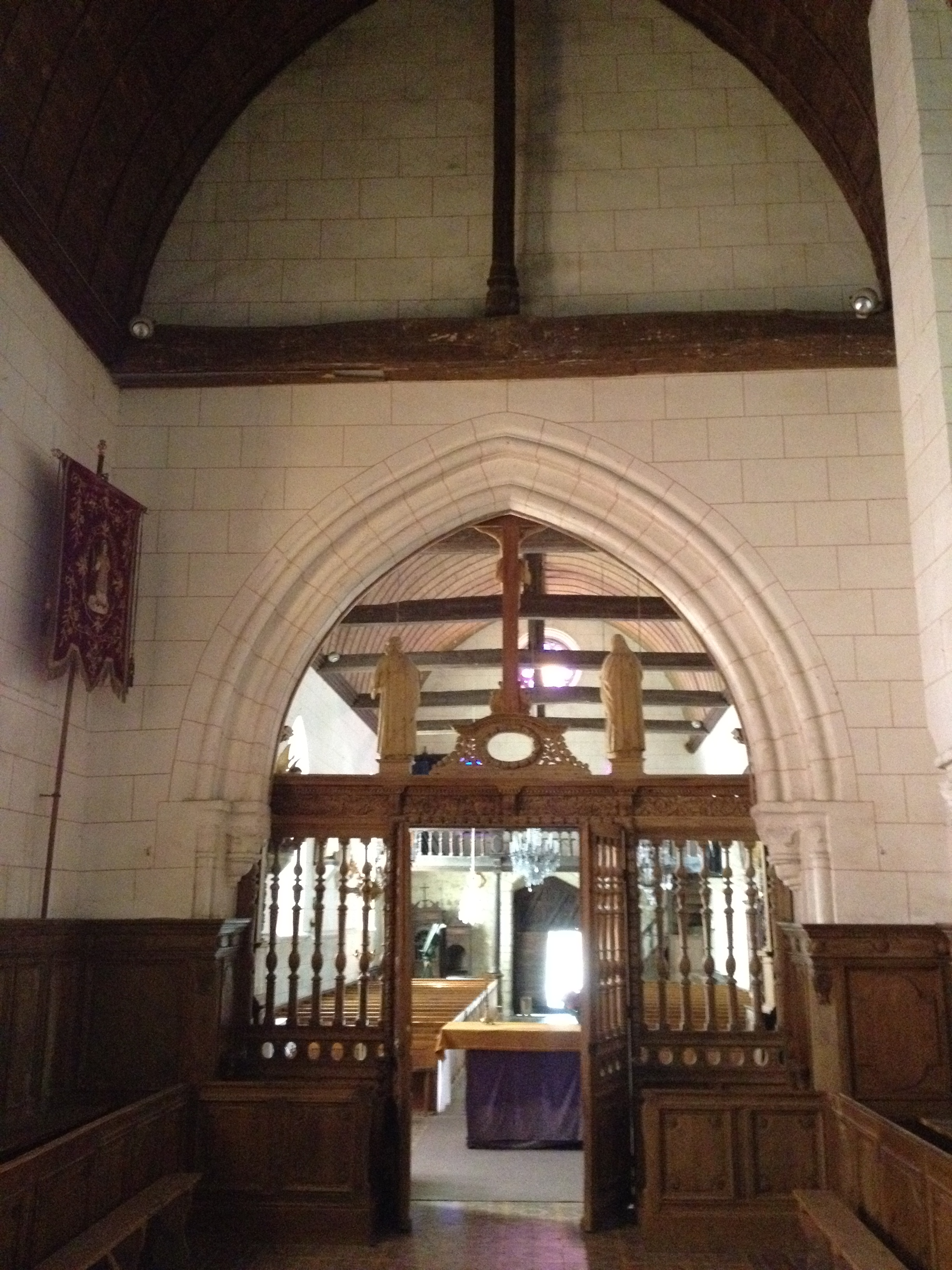
Revers du jubé.
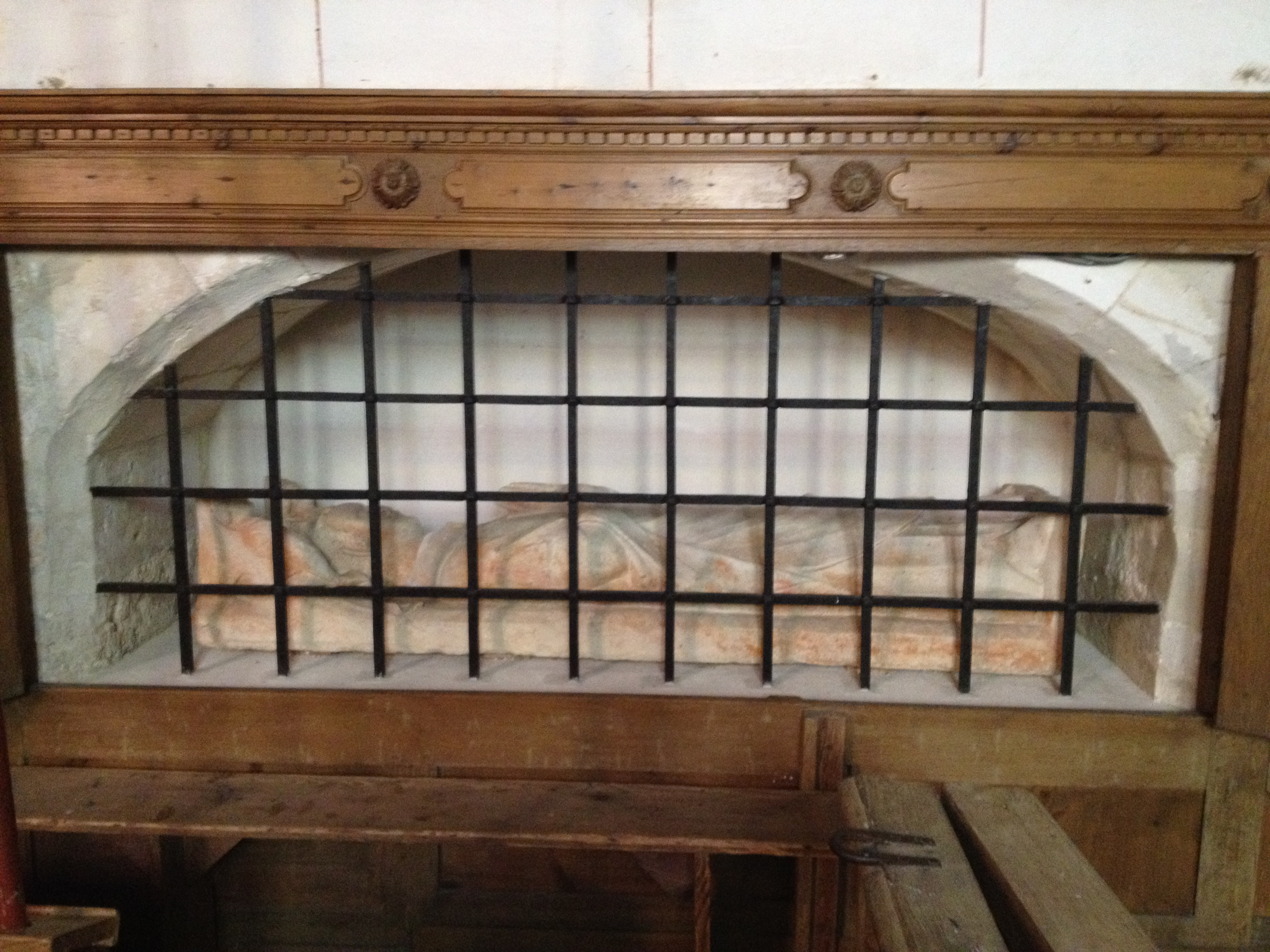
Gisant d'un ecclésiastique.

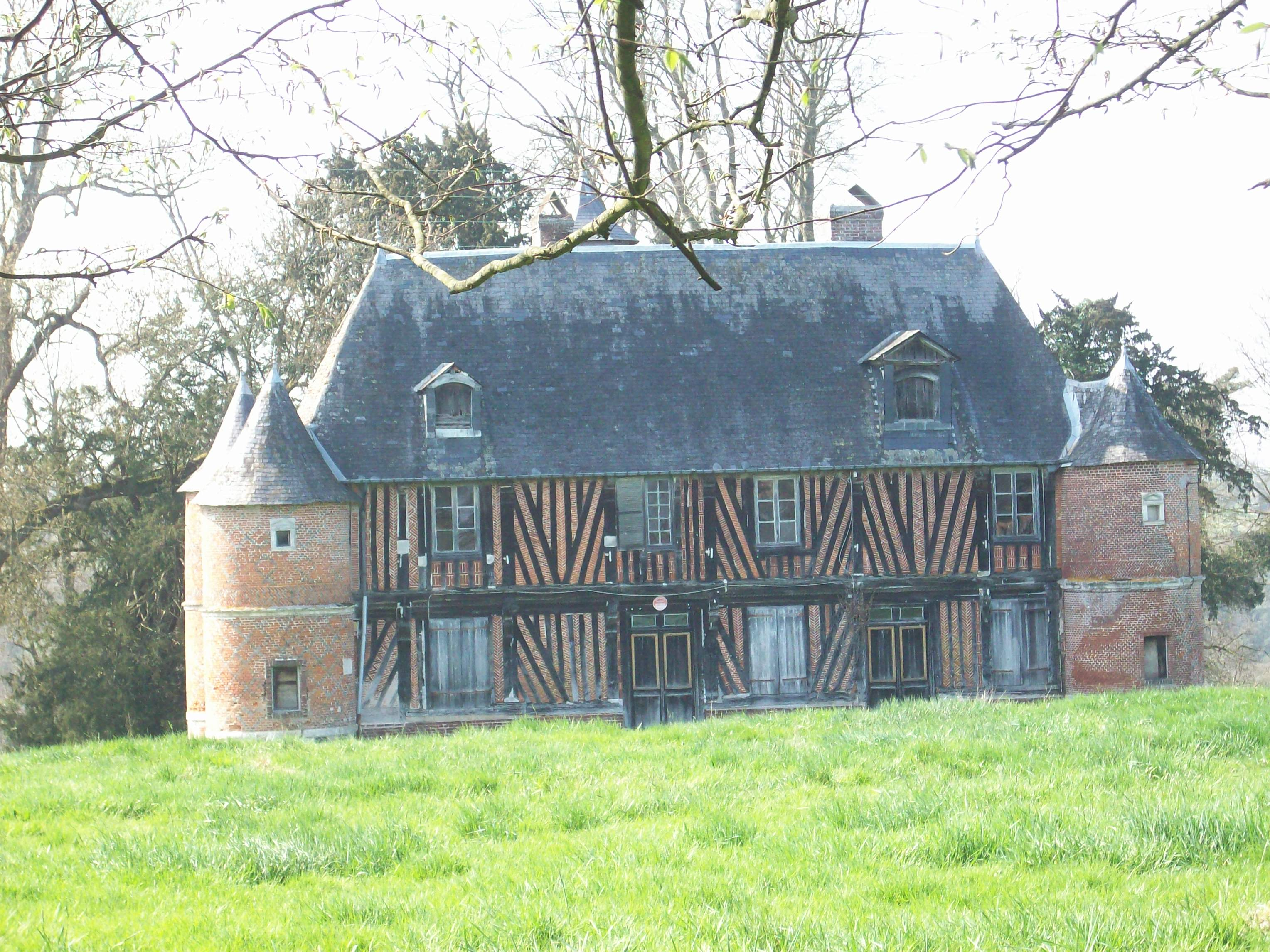
Le manoir du Vièvre.

- Le manoir du Vièvre (XVIe),  Inscrit MH (1994)[32]. Ce manoir, édifié dans le style normand, date de 1610. Le corps du logis, construit en pans de bois, est entouré par quatre tourelles en briques de l'époque Louis XIII. Une cinquième tourelle a été construite sur la façade ouest. Cette tourelle se démarque des autres par sa hauteur (elle est en effet plus haute) et par son clocheton aveugle. La base des murs des tourelles et des différentes façades du logis sont faites en damier de briques, de silex et de carreaux de pierre[33].

Par ailleurs, deux autres édifices sont inscrits à l'inventaire général du patrimoine culturel :
- une ferme du XIXe siècle au lieu-dit la Cour-Mallet[34] ;
- une maison du XIXe siècle au lieu-dit la Cour-Mallet[35].

Autres lieux : 

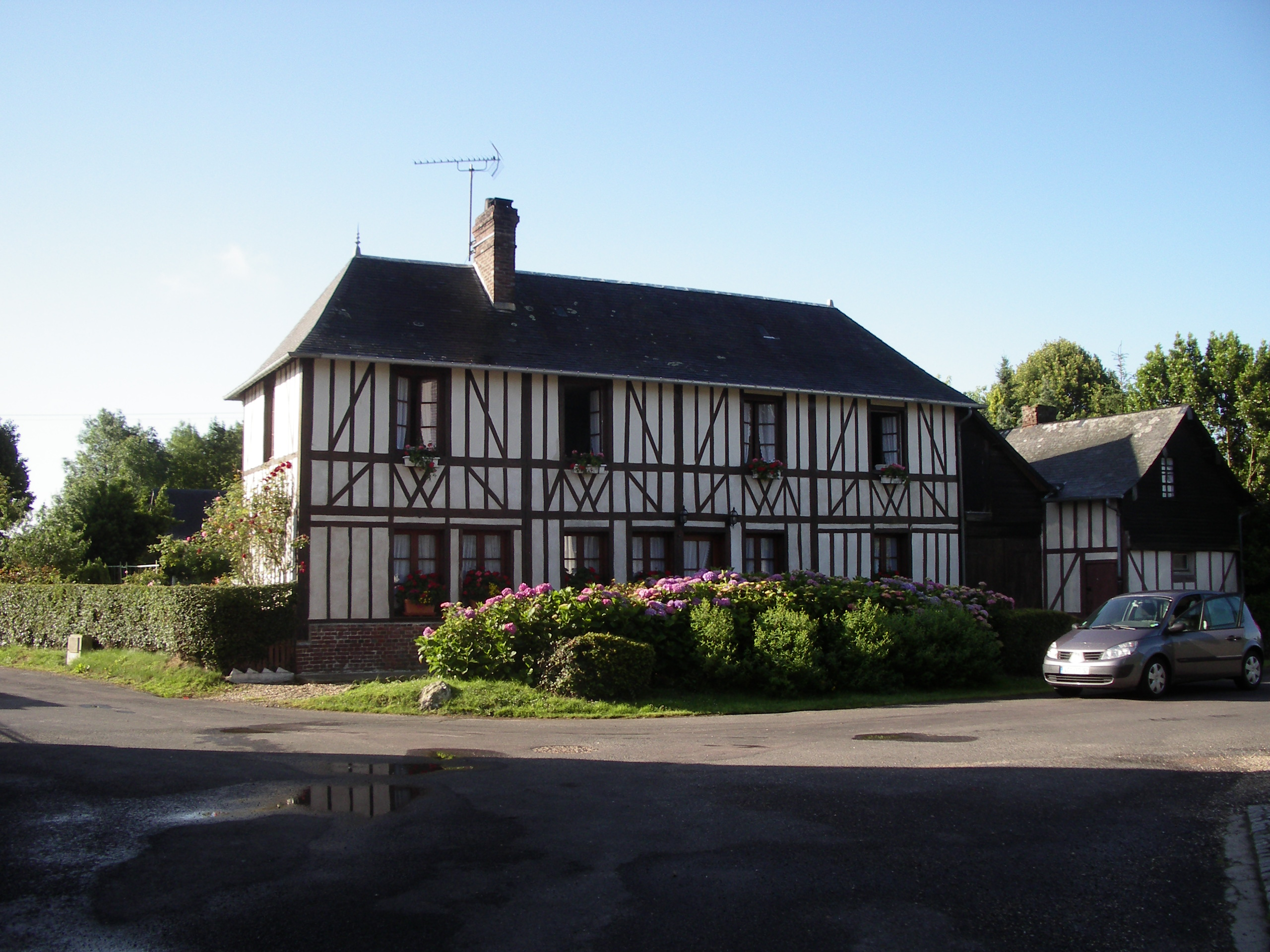
Maison en colombages près de la place du village.

- le monument aux morts à croix de Lorraine rendant hommage aux résistants du Maquis Surcouf.

### Patrimoine naturel

#### ZNIEFF de type 2
- La vallée de la Risle de Brionne à Pont-Audemer, la forêt de Montfort[36].

#### Site classé
- L'ensemble formé par l'église, le calvaire et le cimetière  Site classé (1926)[37].

## Vie locale
5 associations sont répertoriées à Saint-Étienne-l'Allier :
- Swing Danse ayant pour but de faire partager la passion de la danse de salon ;
- La Stéphanoise TT. Tennis de table Loisirs ;
- Amicale Stéphanoise. Promouvoir les activités socio-éducatives ainsi qu'organiser des sorties ;
- Comité des fêtes ayant pour but d'animer la vie communale en organisant des fêtes ;
- Anciens Combattants. Conserver le souvenir des évènements des derniers conflits.

L'Office du Tourisme de Saint-Étienne-l'Allier se trouve au 1 route de Montfort.

## Personnalités liées à la commune
Ourasi, trotteur français, né le 7 avril 1980, 4 fois vainqueur du Prix d'Amérique.